# Supercopa de Chile
La Supercopa de Chile è un trofeo a partita unica che si disputa in Cile tra la squadra vincitrice della Copa Chile e la vincitrice del campionato d'Apertura della Primera División. La prima edizione del torneo si è tenuta nel 2013.

## Storia
La Supercopa è stata istituita dalla Federazione calcistica del Cile nell'luglio 2013, e richiama le analoghe competizioni che si tengono in Europa (come la Supercoppa italiana, la Supercopa de España o la DFL-Supercup). La ANFP ha stabilito che la Supercopa si dovrà disputare annualmente a maggio o a luglio.

## Albo d'oro
| Edizione | Vincitore (volta)        | Risultato       | Campione d'Cile      | Vincitore della Coppa Cile | Sede                                                      | Spettatori |
| -------- | ------------------------ | --------------- | -------------------- | -------------------------- | --------------------------------------------------------- | ---------- |
| 2013     | Unión Española (1)       | 2 - 0           | Unión Española       | Universidad de Chile       | Antofagasta, Stadio regionale di Antofagasta              | 8 000      |
| 2014     | O'Higgins (1)            | 1 - 1 (3-2 dtr) | O'Higgins            | Dep. Iquique               | Santiago del Cile, Stadio San Carlos de Apoquindo         | 7 000      |
| 2015     | Universidad de Chile (1) | 2 - 1           | Universidad de Chile | Univ. de Concepción        | Temuco, Stadio municipale Germán Becker                   | 12 522     |
| 2016     | Universidad Católica (1) | 2 - 1           | Universidad Católica | Universidad de Chile       | Concepción, Stadio municipale sindaca Ester Roa Rebolledo | 27 000     |
| 2017     | Colo-Colo (1)            | 4 - 1           | Universidad Católica | Colo-Colo                  | Santiago del Cile, Stadio nazionale                       | 35 000     |
| 2018     | Colo-Colo (2)            | 3 - 0           | Colo-Colo            | Santiago Wanderers         | Santiago del Cile, Stadio nazionale                       | 33 000     |
| 2019     | Universidad Católica (2) | 5 - 0           | Universidad Católica | Palestino                  | Viña del Mar, Stadio Sausalito                            | 14 914     |
| 2020     | Universidad Católica (3) | 4 - 2           | Universidad Católica | Colo-Colo                  | Santiago del Cile, Stadio nazionale                       | 0          |
| 2021     | Universidad Católica (4) | 1 - 1 (7-6 dtr) | Universidad Católica | Ñublense                   | Concepción, Stadio municipale sindaca Ester Roa Rebolledo | 18 000     |
| 2022     | Colo-Colo (3)            | 2 - 0           | Colo-Colo            | Universidad Católica       | Concepción, Stadio municipale sindaca Ester Roa Rebolledo | 17 755     |
| 2023     | Magallanes               | 1 - 1 (4-3 dtr) | Colo-Colo            | Magallanes                 | Viña del Mar, Stadio Sausalito                            | 15 435     |
| 2024     | Colo-Colo (4)            | 2 - 0           | Colo-Colo            | Huachipato                 | Rancagua, Stadio El Teniente                              | 14 087     |

## Statistiche di club
| Club                 | Vittorie | Sconfitte | Partecipazioni | Edizioni vinte         | Edizioni perse |
| -------------------- | -------- | --------- | -------------- | ---------------------- | -------------- |
| Universidad Católica | 4        | 2         | 6              | 2016, 2019, 2020, 2021 | 2017, 2022     |
| Colo-Colo            | 4        | 2         | 4              | 2017, 2018, 2022, 2024 | 2020, 2023     |
| Universidad de Chile | 1        | 2         | 3              | 2015                   | 2013, 2016     |
| Unión Española       | 1        | 0         | 1              | 2013                   |                |
| O'Higgins            | 1        | 0         | 1              | 2014                   |                |
| Magallanes           | 1        | 0         | 1              | 2023                   |                |
| Dep. Iquique         | 0        | 1         | 1              |                        | 2014           |
| Univ. de Concepción  | 0        | 1         | 1              |                        | 2015           |
| Santiago Wanderers   | 0        | 1         | 1              |                        | 2018           |
| Palestino            | 0        | 1         | 1              |                        | 2019           |
| Ñublense             | 0        | 1         | 1              |                        | 2021           |

### Annotazioni
1. ↑  Partita giocata a porte chiuse a causa della pandemia di COVID-19.